# Alexander Alexejewitsch Borissow

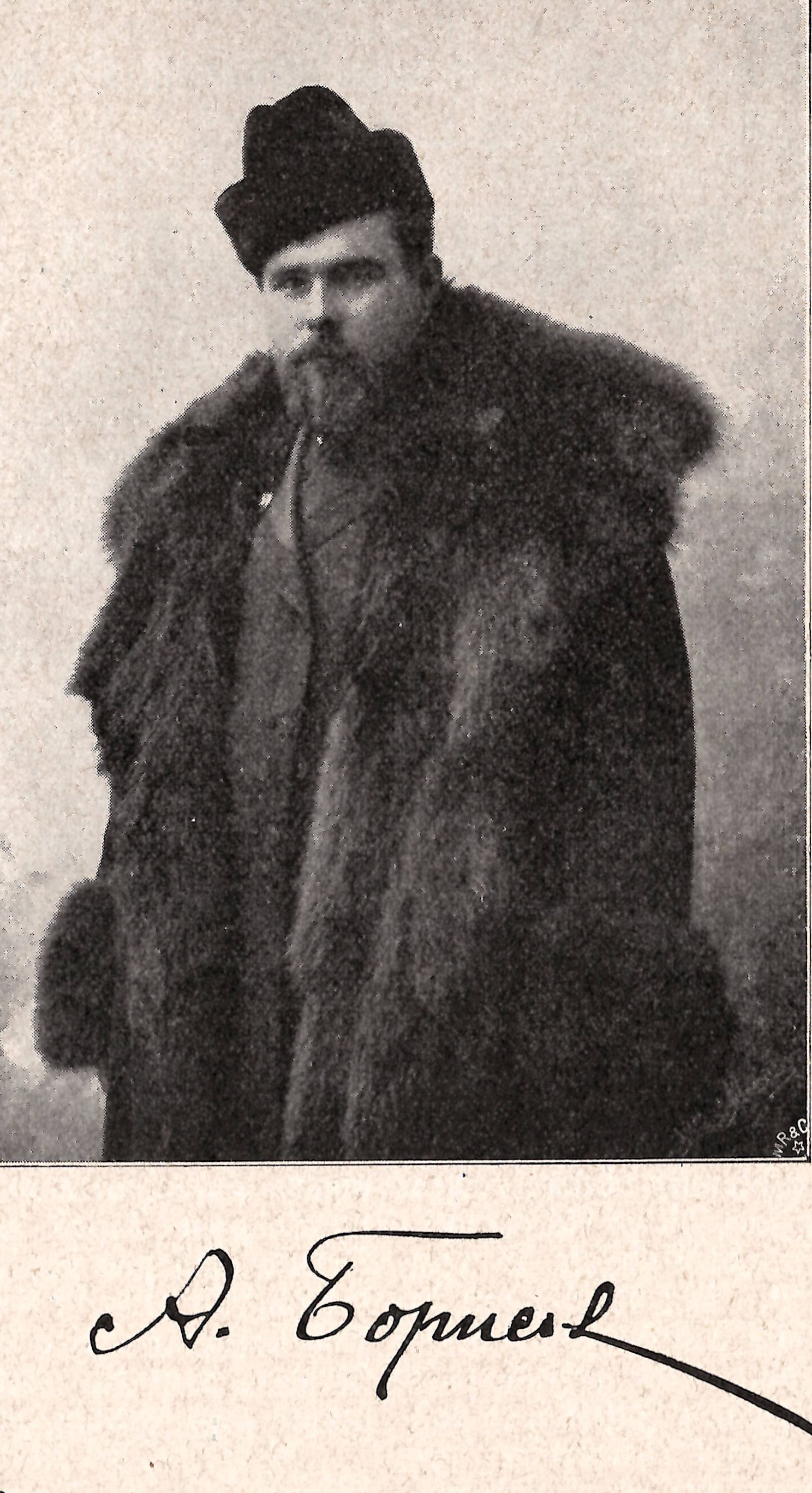
Alexander Borissow, um 1906

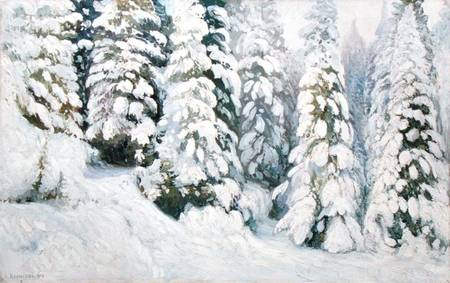
Wintermärchen, 1913

Alexander Alexejewitsch Borissow (russisch Александр Алексеевич Борисов; * 2. Novemberjul. / 14. November 1866greg. in Gluboki Rutschei, nahe Krasnoborsk im Gouvernement Wologda; † 17. August 1934 in Krasnoborsk in der Oblast Archangelsk) war ein russischer Maler. Er gilt als Maler des russischen arktischen Nordens und hat einen Teil seines Werkes den indigenen Völkern des russischen Ostens gewidmet. 

## Studium
Borissow begann seine künstlerische Laufbahn 1884–1886 in der Ikonenwerkstatt des Solowezki-Klosters, von 1886 bis 1888 lernte er an der Zeichenschule der Gesellschaft zur Förderung der Künste in Sankt Petersburg dann von 1888 bis 1897 an der Akademie der Künste in Sankt Petersburg. Dort lernte er Archip Iwanowitsch Kuindschi kennen und erwarb 1895 zunächst den Titel „Künstler 3. Klassenranges“, 1897 dann den Titel „Künstler“. Von 1894 ab unternahm Borissow mehrere Reisen in den Hohen Norden. 1897–1899 und 1900–1901 war er der Initiator für Expeditionen nach Nowaja Semlja, wo ein Kap der Nordinsel nach ihm benannt wurde. Gefördert wurde er von dem Unternehmer Bolesław Jałowiecki.

## Werke
Borissow fand sein Thema vor allem in den Landschaften des Hohen Nordens. Er wollte die "grenzenlose Schönheit der Tundra und des majestätischen Eismeers" darstellen.
In den Jahren 1898–1900 malte er neben teils großformatigen Landschaftsbildern auch Genrestücke, die vor allem das Leben der Samojedischen Völker zeigten. So z. B. das 1898 entstandene "Samojeden in der Tundra im Frühling" oder das zwischen 1900 und 1901 entstandene "Samojeden beim Fischfang". Viele seiner auch für Anthropologen und Ethnologen interessanten Werke befinden sich heute im Museum für Bildende Künste in Archangelsk.
Sein wohl berühmtestes Bild ist "Wintermärchen" aus dem Jahr 1913.
1899 erwarb Pawel Tretjakow 65 Gemälde von Borissow, diese befinden sich heute in der Tretjakow-Galerie in Moskau.
Weitere Museen, die Gemälde von Borissow ausstellen, sind u. a. das Heimatkunde-Museum in Kasan, das Heimatkunde-Museum in Krasnodar, das Kunstmuseum in Moskau. Eine Werksammlung befindet sich im Museum von Nischni Nowgorod.

## Ausstellungen
- 1903/14/19 in St. Petersburg
- 1905 in Wien und Prag
- 1906 in Berlin
- 1907 in Paris
- 1908 in New York
- 1930/34 in Moskau
- Auf der Weltausstellung zu Paris im Jahr 1900 war er bei einer Gruppenausstellung vertreten.